# Nilüfer (Bursa)
Nilüfer est un district (ilçe, en turc) de la province de Bursa en Turquie. Créé en 1987, il est un des trois districts métropolitains de la province avec Osmangazi et Yıldırım
. C'est une des principales zones résidentielles de l'agglomération de Bursa et une importante réserve foncière de nouvelles constructions de logements.

## Étymologie
Le district porte le nom de la rivière Nilüfer qui traverse son territoire. Le nom de la rivière proviendrait, selon la légende de la valide Sultane Nilüfer Hatun, épouse de Orhan, lui-même fils de Osman Ier, le fondateur de l'Empire ottoman. Selon la légende, la sultane aurait ordonné la construction d'un pont pour traverser la rivière à Bursa. C'est alors que la rivière et le pont auraient pris leur nom.

## Histoire
Nilüfer abrite le premier établissement connu dans la région pendant l'époque archaïque puis durant la période impériale, byzantine puis ottomane. Les découvertes archéologiques et historiques sont nombreuses : à Nilüfer se trouve le tumulus de Tepecik. Les villages de Gölyazı et Tahtalı sont à Alaadinbey et le tumulus Aktopraklık est à Akçalar. On trouve également de nombreux vestiges dont des églises, mosquées, bains, fontaines, monastères et châteaux. Les édifices sont éparpillés dans tout le district : mosquées, ponts et bains d'époque ottomane et des églises de diverses époques.
On trouve par exemple  l'église H. Ioannes Theologos dans le village de Çatalağıl, l'église Sainte-Hélène dans le quartier de Özlüce, les mosquées Demirci et Yaylacık ainsi que le pont Mihraplı. Dans le district de Gölyazi et le village de Misi ont été retrouvées les plus anciennes traces de peuplement du district qui remontent au VIe siècle av. J.-C.

## Démographie
Compte tenu du développement résidentiel, le taux de croissance de la population est élevée dans le district de Nilüfer : de plus de 10 % par an durant la période 1990-2000 et 5,6 % durant la période 2000-2007.
| Année | Population urbaine | Population rurale | Total   |
| ----- | ------------------ | ----------------- | ------- |
| 2007  | 199 270            | 52 074            | 251 344 |
| 2000  | 136 311            | 42 371            | 178 682 |
| 1997  | 99 323             | 36 107            | 135 430 |
| 1990  | 36 897             | 28 902            | 65 799  |

## Climat
Le climat est caractéristique de la région de Marmara : juillet est le mois le plus chaud et février le plus froid. La pluviométrie est la plus élevée en hiver et au printemps. La moyenne annuelle des précipitations est de l'ordre de 500 à 700 millimètres. Le taux d'humidité est d'environ 58 %.

## Économie

### Industrie
Nilüfer arrive en tête des districts de la province de Bursa en termes de produit intérieur brut en raison de la présence de zones industrielles sur son territoire, importants bassins d'emplois : Bursa, de Nilüfer et Beşevler. On y produit de nombreux produits : textiles, automobile, machines-outil, pièces de rechange, etc. Il existe d'autres zones industrielles ou commerciales à Çalı, Kayapa, Hasanağa, Akçalar and Görükle. Nilüfer fournit 80 % des emplois de Bursa et contribue pour une part importante à la fiscalité du pays.

## Culture
Les activités culturelles relèvent de la municipalité qui proposent de nombreux ateliers d'art (dessin, sculpture, théâtre, photographie), des évènements culturels (pièces de théâtre, concerts, expositions, conférences) qui se tiennent dans les deux centres culturels municipaux de Konak Kültürevi et Uğur Mumcu Sahnesi. Durant l'été, plusieurs concerts en plein-air réunissant divers musiciens ont lieu dans le cadre de deux festivals d'été organisés par l'Université Uludağ et la municipalité de Nilüfer. D'autres festivals traditionnels sont organisés par les habitants.

## Jumelage
- Pernik (Bulgarie)
- Châlette-sur-Loing (France)[3]